# Zágrábi pontok
A zágrábi pontok a Horvát Parasztpárt és a Horvát Jogok Pártja által 1932. november 7-én aláírt dokumentum volt, amely elítélte a január 6-iki diktatúra után fennálló államot, és Jugoszlávia szövetségi alapon történő megszervezésére szólított fel. Az említett pártok, a „pontokban” foglalt állásfoglalással elítélték a szerb hegemóniát a Jugoszláv Királyságban, követelték az állam szövetségi átszervezését és a demokratikus kormányszerkezet megteremtését.

## A dokumentum
A zágrábi pontok szövege hat pontot tartalmazott:
- az egyetlen hatalomforrás a nemzeti szuverenitás
- az általános élet alapvető szervezeti egysége a parasztság
- elítélik a nagyszerb hegemóniát
- kérik az 1918-as helyzethez, illetve az ún. vidovdan-alkotmány elfogadása előtti állapotokhoz való visszatérést,
- követelik a polgári-demokratikus államhatalom bevezetését
- az aláírók arra a következtetésre jutottak, hogy az előző pontok alapján folytatják tevékenységüket.

## Következményei
Ezen határozat és külföldi újságíróknak szóló értelmezése miatt Vladimir Mačeket, a Horvát Parasztpárt vezetőjét 1933. január 31-én letartóztatták, majd 1933. április 29-én „államellenes tevékenységért” három év fegyházra ítélték. Börtönbüntetését Srijemska Mitrovicában (Szávaszentdemeter) töltötte, majd 1934 végén szabadult a börtönből. Amíg vezetője a börtönben volt, Horvát Parasztpártot Ante Trumbić vezette, aki a zágrábi pontok szövegének szerzője volt.
A zágrábi pontok alapján a következő hónapokban elfogadták a ljubljanai és szarajevói pontokat, valamint az újvidéki határozatot.